# Veritas vos liberabit
Veritas vos liberabit ("la verità vi renderà liberi"), spesso citata come veritas vos liberat ("la verità vi rende liberi") è una frase di Gesù tratta dal vangelo di Giovanni (8,32). Nella Nova Vulgata il versetto suona per intero et cognoscetis veritatem, et veritas liberabit vos ("e conoscerete la verità, e la verità vi farà liberi").

## Letteratura
Nel romanzo di Dan Brown, il Codice da Vinci, la frase "Veritas Vos Liberat"  simboleggia in tre parole il presunto segreto che l'antico ordine dei templari conservava, e con il quale ricattava la Chiesa, attraverso la setta segreta della Rosacroce. 
La stessa frase, con il medesimo significato, è ripresa anche nel romanzo di Raymond Khoury, La missione dei quattro cavalieri, nel quale un'archeologa e un agente dell'FBI sono in cerca del mistero dei templari, dopo un attentato ad un famoso museo di New York, il Met.